# پیده کوئستا
پیده کوئستا (به اسپانیایی: Piedecuesta) یک سکونتگاه مسکونی در کلمبیا است که در بخش سانتاندر واقع شده‌است.

## خصوصیات
پیده کوئستا ۳۸۰ کیلومترمربع مساحت و ۱۱۶٬۹۱۴ نفر جمعیت دارد.